# Dirc Gherystshuys

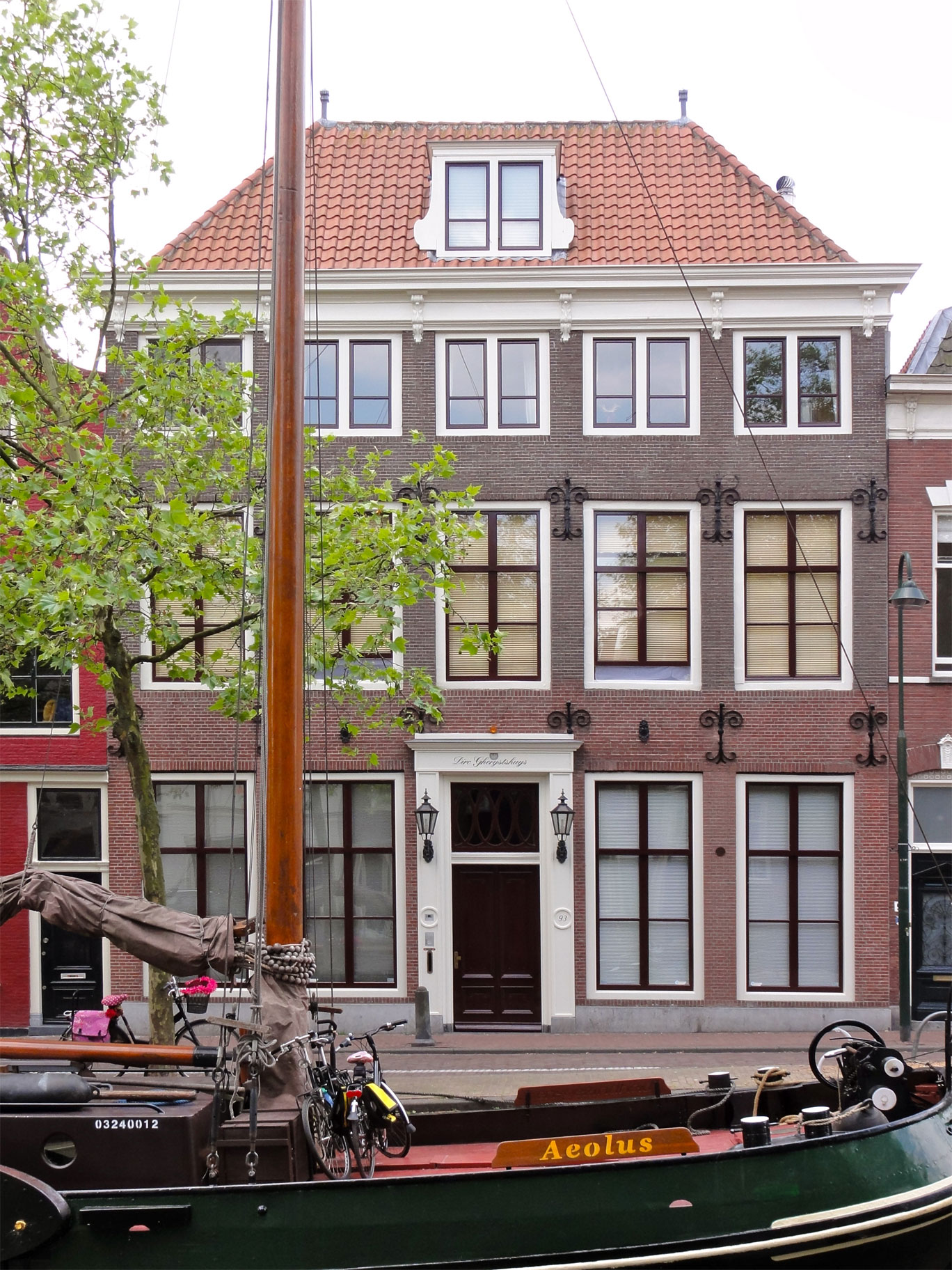
Dirc Gherystshuys, een grachtenpand aan de Hoge Gouwe 93 te Gouda

Het Dirc Gherystshuys is een monumentaal grachtenpand aan de Hoge Gouwe in Gouda.
Oorspronkelijk stonden er dichter bij de Gouwe twee woningen op en nabij het perceel van de huidige woning aan de Hoge Gouwe 93. Deze in de 15e eeuw gebouwde woningen werden vervolgens uitgebreid met twee achterhuizen. In de 16e eeuw werden voor- en achterhuizen samengevoegd. Ook het achterterrein naar de Raam werd benut: er bevonden zich op het achterterrein twee brouwerijen. In 1671 werden beide huizen samengevoegd tot een herenhuis met oofttuin.
Het pand is erkend als rijksmonument. De woning heeft een brede lijstgevel met vijf vensterassen. Opvallend zijn de gedecoreerde muurankers en de empireschuiframen. Het dwarse schilddak heeft een dakvenster.